# Villibráð
Villibráð (v mezinárodní distribuci Wild Game) je islandský hraný film z roku 2023, který režírovala Elsa María Jakobsdóttir podle italského filmu Naprostí cizinci z roku 2016. Snímek měl premiéru dne 6. ledna 2023.

## Děj
Sedm přátel se schází na večeři v reykjavíkské čtvrti Vesturbær. Během konverzace u stolu hostitelka večera nabídne, aby si zahráli hru: mobilní zařízení všech se položí uprostřed stolu a všechny zprávy, e-maily a konverzace všech budou zveřejněny ostatním. Hra postupně nabírá ostřejší a temnější obrátky, jak se začínají odhalovat tajemství jejích účastníků.

## Obsazení
| Aníta Briem                 | Hildur     |
| Björn Hlynur Haraldsson     | Þorsteinn  |
| Gísli Örn Garðarsson        | Pétur      |
| Hilmar Guðjónsson           | Leifur     |
| Hilmir Snær Guðnason        | Rúnar      |
| Nína Dögg Filippusdóttir    | Eva        |
| Þuríður Blær Jóhannsdóttir  | Björg      |
| Snædís Petra Sölvadóttir    | Bríet      |
| Birgitta Birgisdóttir       | Sjöfn      |
| Árni Pétur Guðjónsson       | otec Evy   |
| Kristín Þóra Haraldsdóttir  | Grúna      |
| Jónmundur Grétarsson        | Arnþór     |
| Stefán Jónsson              | dcera      |
| Arndís Hrönn Egilsdóttir    | Stína Gunn |
| Saga Evudóttir Eldarsdóttir | chůva      |
| Arnmundur Ernst Björnsson   | Matti      |